# بداغ‌آباد (جوین)
بُداغ‌آباد مرکز دهستان زرین، روستایی است از توابع بخش عطاملک و در شهرستان جوین استان خراسان رضوی ایران که در وسعتی بیش از ۴۰ هکتار در کنار جاده شوسه حکم‌آباد–سلطان‌آباد قرار دارد.

## زمین‌شناسی
بر اساس نقشه ۱:۱۰۰۰۰۰ سازمان زمین‌شناسی ایران که برای صفی‌آباد و نواحی اطراف آن تهیه شده است، روستای بداغ‌آباد بر روی آبرفت‌های کواترنری از دوره هولوسن قرار گرفته است. این آبرفت‌ها شامل ماسه، گل (سیلت) و رس می‌باشند. در زیر لایه‌های آبرفتی سنگ بستر شامل مارن قرمز با بین لایه‌هایی از ماسه‌سنگ، کنگلومرا و گچ قرار گرفته است. در سال‌های اخیر با تغییر روش برداشت آب از قنات به چاه، سطح آب زیرزمینی در منطقه در اثر ازدیاد برداشت آب‌های زیرزمینی کاهش چشمگیری داشته است. این پدیده باعث تخریب خلل و فرج موجود در خاک شده و فرایند تجدیدپذیری سفره‌های آب زیرمینی را از بین می‌برد که در نهایت منجر به نشست تدریجی دشت جوین همانند دشت نیشابور خواهد شد.
رودخانه فصلی جوین در بخش شمالی روستا به صورت موازی با ارتفاعات منطقه قرار دارد که در اکثر فصول سال خشک می‌باشد. این رودخانه در راستای گسل راندگی حسین‌آباد–حکم‌آباد قرار دارد. تقاطع دو گسل راندگی حسین‌آباد و حکم‌آباد در شمال شرقی روستای بداغ‌آباد واقع شده است.

## راه‌های دسترسی
راه شوسهٔ حکم‌آباد–سلطان‌آباد که از راه اصلی سبزوار به اسفراین منشعب می‌شود اصلی‌ترین راه دسترسی به روستا می‌باشد. راه‌های فرعی دیگر نیز وجود دارد که توسط اهالی مورد استفاده قرار می‌گیرند. ایستگاه راه‌آهن اسفراین (راه‌آهن تهران–مشهد) در فاصله ۲٫۵ کیلومتری (در مسیر مستقیم و ۴٫۵ کیلومتری با جادهٔ خاکی) از روستا واقع شده که در سال‌های اخیر کمتر مورد استفادهٔ مسافران واقع می‌شود. ایستگاه راه‌آهن نقاب که بزرگتر بوده و محل توقف قطارهای بیشتری می‌باشد بیشتر مورد استفاده اهالی منطقه می‌باشد. ایستگاه راه‌آهن حکم‌آباد در جنوب حکم‌آباد در حال احداث می‌باشد. نزدیک‌ترین فرودگاه به روستا فرودگاه سبزوار است که در فاصلهٔ ۷۰ کیلومتری روستا (۱ ساعت رانندگی) قرار دارد.

## امکانات روستا

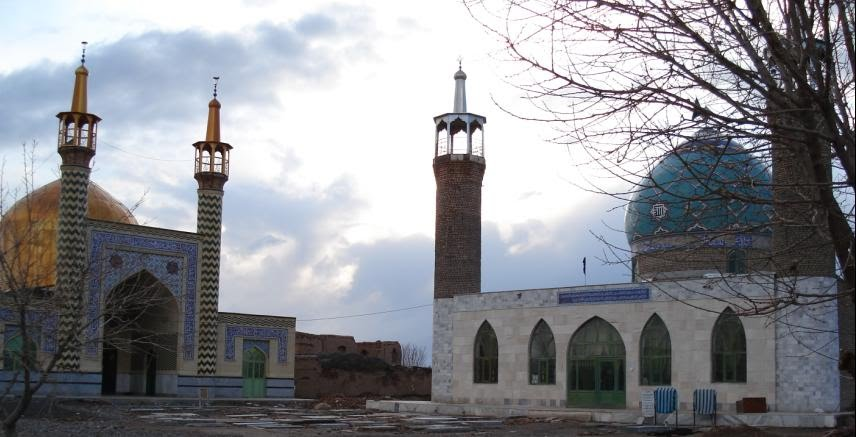
امامزاده‌های روستای بداغ‌آباد

این روستا دارای دبستان‌های دخترانه و پسرانه، مدارس راهنمایی دخترانه و پسرانه و یک دبیرستان نظری دخترانه است. دو امامزاده در روستا وجود دارد که مورد توجه خاص مردم می‌باشد. یک حمام عمومی و خانه بهداشت از امکانات روستا می‌باشد. جاده دسترسی به روستا آسفالت بوده و روستا در فاصله ۷ کیلومتری از حکم‌آباد و ۵۰ کیلومتری جوین قرار دارد. این روستا مرکز دهستان زرین است. روستا دارای آب شیرین، برق، گاز و تلفن می‌باشد. همچنین این روستا دارای یک مجموعه ورزشی مشتمل بر زمین فوتبال هفت نفره خاکی و یک گود کشتی باچوخه می‌باشد که هر ساله در ایام نوروز مسابقات در سطح شهرستان به صورت آماتور در ان انجام می‌پذیرد و هدایایی به رسم یادبود به قهرمانان ان اهدا می‌شود.

## آداب و سنن
در روستا آداب و سنن قدیمی وجود دارد که در حال نابودی است. از جمله می‌توان به مراسم‌های عروسی اشاره کرد که شامل رسوماتی همچون حمام داماد، سوارشدن داماد بر اسب، نار زدن (پرتاب کردن انار توسط داماد و گرفتن آن توسط مجردهای روستا به امید داماد شدن در آینده)، چاوشی توسط پیرمردهای روستا و … می‌باشد.
از جمله غذاهای خاص روستا می‌توان به «جِشواره» اشاره کرد که نوعی سبزی خودرو بنام «آجار» را ریز کرده در بین خمیر به صورت پاکت نامه در اندازه‌های کوچک قرار می‌دهند و سپس پخته و در مخلوطی از دوغ و ادویهٔ محلی می‌خوابانند. آش «لزوگ» نیز مورد علاقه می‌باشد که ابتدا رشته را در آب پخته و سپس سبزی محلی بنام «سلمَ» بدان اضافه کرده و در نهایت پس از ریختن در پیاله با دوغ مخصوص ترکیب کرده و میل می‌کنند.

## جمعیت
این روستا در دهستان زرین بخش عطاملک شهرستان جوین قرار داشته و بر اساس سرشماری سال ۱۳۸۵ جمعیت آن ۶۰۷ نفر (۱۶۷ خانوار)، می‌باشد. از این تعداد ۲۹۴ مرد و ۳۰۳ زن می‌باشند. بر اساس آمار منتشره روستا دارای ۳۷۸ نفر باسواد (۲۰۳ مرد) و ۱۹۵ بیسواد (۶۸ مرد) است. بر اساس سرشماری سال ۱۳۹۰ جمعیت روستا به ۵۸۵ نفر کاهش یافته است (علیرغم افزایش خانوار به ۱۷۹ خانوار). از این تعداد ۲۷۵ مرد و ۳۱۰ زن می‌باشند.

## شغل مردم روستا
مردم روستا عمدتاً به کشاورزی و کامیون‌داری مشغولند. کشاورزی به صورت سنتی بوده و لذا از رونق و بازدهی خاصی برخوردار نمی‌باشد. عمده محصولات کشاورزی روستا شامل گندم، جو، چغندر، پنبه و در سال‌های اخیر پسته می‌باشد. با توجه به شرایط اقلیمی برای رشد پسته در زمین‌های روستا، امکان ایجاد تحول در بخش کشاورزی روستا وجود دارد. جوانان روستا عمدتاً با مشکل بیکاری روبرو بوده و به شهرها مهاجرت می‌کنند که منجر به رکود اقتصادی در روستا شده است.